# Judith McConnell
Judith Lynn „Judy“ McConnell (* 6. April 1944 in Pittsburgh, Pennsylvania) ist eine US-amerikanische Schauspielerin. Bekannt ist sie vor allem durch die Rolle der Sophia Capwell in der Fernsehserie California Clan, in der sie von 1984 bis 1993 auftrat.

## Leben
Die 1965 zur Miss Pennsylvania gekürte Judith McConnell gab 1967 einer Folge der Fernsehserie Judd for the Defense ihr Schauspieldebüt. Bekanntheit erlangte sie durch ihre Rolle als Sophia Capwell in der US-Seifenoper California Clan, die sie von 1984 bis 1993 spielte. Dafür wurde sie 1986 für den Soap Opera Digest Award nominiert. McConnell hatte etliche weitere Auftritte in Fernsehserien, wie etwa in Raumschiff Enterprise (1967), Mini-Max (1968/1970), The Beverly Hillbillies (1969), Polizeibericht (1970), Dr. med. Marcus Welby (1970), Green Acres (1970–1971), Mayberry R.F.D. (1970–1971), Mannix (1970/1972), General Hospital (1973–1975), Jung und Leidenschaftlich – Wie das Leben so spielt (1976–1979), Another World (1980–1981), Beverly Hills, 90210 (1999), Sliders – Das Tor in eine fremde Dimension (1999) und Passions (2007).
Filme, in denen sie spielte, sind Stadt des Grauens (1971), Gidget Gets Married (1972), The Doll Squad (1973), How to Seduce a Woman (1974), The Thirsty Dead (1974), Der Killervirus – In deinen Adern fließt der Tod (1995), Alien Nation – Die neue Generation (1995), Kartenhaus der Liebe (1996), Detective (2005) und The Weather Man (2005).
Judith McConnell hat eine Adoptivtochter.

## Filmografie (Auswahl)
- 1967: Judd for the Defense (Fernsehserie, eine Folge)
- 1967: Raumschiff Enterprise (Star Trek, Fernsehserie, eine Folge)
- 1968: Verrückter wilder Westen (Wild Wild West, Fernsehserie, eine Folge)
- 1968/1970: Mini-Max (Get Smart, Fernsehserie, zwei Folgen)
- 1969: The Beverly Hillbillies (Fernsehserie, vier Folgen)
- 1970: Polizeibericht (Dragnet 1967, Fernsehserie, zwei Folgen)
- 1970: Dr. med. Marcus Welby (Marcus Welby, M.D., Fernsehserie, zwei Folgen)
- 1970–1971: Green Acres (Fernsehserie, fünf Folgen)
- 1970–1971: Mayberry R.F.D. (Fernsehserie, zwei Folgen)
- 1970, 1972: Mannix (Fernsehserie, zwei Folgen)
- 1971: Stadt des Grauens (The Brotherhood of Satan)
- 1971: Cannon (Fernsehserie, eine Folge)
- 1972: Gidget Gets Married (Fernsehfilm)
- 1973: Die Straßen von San Francisco (The Streets of San Francisco – Der Köder ist die Beute, Staffel 1, Folge 16, Fernsehserie)
- 1973: The Doll Squad
- 1973–1975: General Hospital (Fernsehserie)
- 1974: How to Seduce a Woman
- 1974: The Thirsty Dead
- 1976: Harry O (Fernsehserie, eine Folge)
- 1976–1979: Jung und Leidenschaftlich – Wie das Leben so spielt (As the World Turns, Fernsehserie, 14 Folgen)
- 1980: Another World (Fernsehserie, zwei Folgen)
- 1983: Liebe, Lüge, Leidenschaft (One Life to Live, Fernsehserie, eine Folge)
- 1984–1993: California Clan (Santa Barbara, Fernsehserie, 1017 Folgen)
- 1995: Der Killervirus – In deinen Adern fließt der Tod (Virus, Fernsehfilm)
- 1995: Alien Nation – Die neue Generation (Alien Nation: Body and Soul, Fernsehfilm)
- 1995: Baywatch Nights (Fernsehserie, eine Folge)
- 1996: Kartenhaus der Liebe (Every Woman's Dream, Fernsehfilm)
- 1998: Melrose Place (Fernsehserie, eine Folge)
- 1999: Beverly Hills, 90210 (Fernsehserie, eine Folge)
- 1999: Sliders – Das Tor in eine fremde Dimension (Sliders, Fernsehserie, zwei Folgen)
- 2005: Detective (Fernsehfilm)
- 2005: The Weather Man
- 2007: Passions (Fernsehserie, vier Folgen)
- 2012: Zombie Whisperer (Fernsehserie, eine Folge)
- 2014–2019: The Bay (Fernsehserie, 14 Folgen)
- 2014: The Purge: Anarchy
- 2015: Criminal Minds (Fernsehserie, eine Folge)
- 2016: The Darkness
- 2019: I’m Sorry. (Fernsehserie, eine Folge)

## Nominierung
- 1986: Soap-Opera-Digest-Award-Nominierung in der Kategorie „Outstanding Actress in a Supporting Role on a Daytime Serial“ für California Clan